# Campylopus filifolius
Campylopus filifolius là một loài Rêu trong họ Dicranaceae. Loài này được (Hornsch.) Mitt. mô tả khoa học đầu tiên năm 1869.